# Соколовское сельское поселение (Белгородская область)
Соколо́вское се́льское поселе́ние — муниципальное образование Корочанского района Белгородской области России.
Административный центр — село Соколовка.

## География
Соколовское сельское поселение расположено на берегах реки Ивица, в 16 километрах от города Короча и 50 километрах от города Шебекино и в 77 километрах от областного центра города Белгорода. Поселение находится на южной окраине Среднерусской возвышенности, перепады высот на местности составляют от 140 до 220 метров над уровнем моря.

## История
Первые сведения о селе Соколовка, согласно архивным материалам, относятся к 1862 году. Казенная слобода при реке Мокрая Ивица насчитывала 144 двора, 1259 жителей, православную церковь. Соколовское сельское поселение образовано 20 декабря 2004 года в соответствии с Законом Белгородской области № 159.

## Население
| 2009  | 2010  | 2011  | 2012  | 2013  | 2014  | 2015  | 2016  | 2017  |
| ----- | ----- | ----- | ----- | ----- | ----- | ----- | ----- | ----- |
| 1413  | ↘1366 | ↘1363 | ↘1345 | ↘1291 | ↘1257 | ↘1251 | ↗1264 | ↘1259 |
| 2018  | 2019  | 2020  | 2021  |       |       |       |       |       |
| ↗1307 | →1307 | ↘1301 | ↘918  |       |       |       |       |       |

## Состав сельского поселения
| №  | Населённый пункт | Тип населённого пункта       | Население |
| -- | ---------------- | ---------------------------- | --------- |
| 1  | Весёлый          | хутор                        | ↘9        |
| 2  | Зелёный Гай      | хутор                        | ↗4        |
| 3  | Ивица            | село                         | ↘357      |
| 4  | Коммуна          | хутор                        | ↘4        |
| 5  | Красный          | хутор                        | ↘16       |
| 6  | Красный Пахарь   | хутор                        | ↗2        |
| 7  | Миндоловка       | хутор                        | ↗25       |
| 8  | Мичуринский      | посёлок                      | ↘275      |
| 9  | Новая Соловьёвка | хутор                        |           |
| 10 | Овчаровка        | хутор                        | ↘68       |
| 11 | Соколовка        | село, административный центр | ↘411      |
| 12 | Фощеватое        | село                         | ↘190      |
| 13 | Щетиновка        | хутор                        | ↘5        |

В 2013 году образован новый населённый пункт — хутор Новая Соловьёвка.